# Syndermata
Syndermata – klad problematycznych do sklasyfikowania bezkręgowców, obejmujący wrotki (Rotifera) oraz kolcogłowy (Acanthocephala).
Dawniej wrotki wraz z kolcogłowami i innymi pseudojamowcami, tzn. nicieniami (Nematoda), brzuchorzęskami (Gastrotricha), ryjkogłowami (Kinorhyncha) a także niezmogowcami (Priapulida) zaliczane były do nieuznawanej już za ważną grupy obleńców (Aschelminthes). Filogenetycznie i morfologicznie wykazano polifiletyzm obleńców, aczkolwiek wrotki oraz kolcogłowy dzielą ze sobą bliskiego wspólnego przodka. Efektem tych badań było utworzenie kladu Syndermata, który został wsparty przez kilka analiz filogenetycznych. 
Jednakże relacje wewnątrz Syndermata pozostają kontrowersyjne. Zasugerowano, że Bdelloidea łącznie z kolcogłowami tworzą ze sobą wspólny takson nazwany Lemniscea (co także zostało wsparte filogenetycznie), gdyż przedstawiciele obu grup posiadają ryjek oraz lemnisci, natomiast filogeneza oparta na morfologii plemników i strukturze naskórka sugeruje bliskie pokrewieństwo wrotków Seisonidea + kolcogłowów (grupa nazwana Pararotatoria) i Bdelloidea + Monogononta. Z kolei inne analizy wskazują klad Pararotatoria + Bdelloidea, który nosi nazwę Hemirotifera. Monofiletyzm Acanthocephala, a także relacje między 4 gromadami tego typu są rozwiązane, a relacje między 3 gromadami wrotków są kontrowersyjne. 
Syndermata obejmuje pasożytujące (endopasożyty) kolcogłowy, epibiotyczne Seisonidea oraz wolno żyjące Bdelloidea i Monogononta.
Syndermata są uznawane niekiedy za synonim Rotifera.
Poniżej zaprezentowano klad Syndermata za Labaude (2016):
|  | \| \| Acanthocephala \| \| \| \| \| \| Bdelloidea \| \| \| \| |
|  |                                                               |
|  | Seisonidea                                                    |
|  |                                                               |
|  | Monogononta                                                   |
|  |                                                               |
|  | Acanthocephala                                                |
|  |                                                               |
|  | Bdelloidea                                                    |
|  |                                                               |

|  | Acanthocephala |
|  |                |
|  | Bdelloidea     |
|  |                |